# Caliópio (prefeito pretoriano)

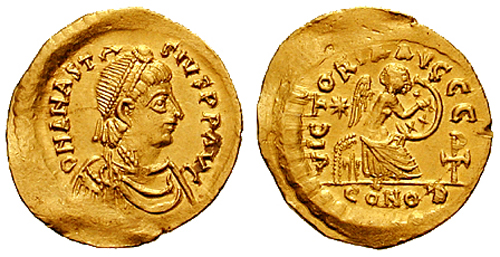
Semisse de r.

Caliópio (em latim: Calliopius) foi um oficial militar bizantino do século VI, ativo durante o reinado do imperador Anastácio I Dicoro (r. 491–518). Era nativo de Beroia e possivelmente poderia ser o filho homônimo de Hiério que tornar-se-ia conde do Oriente e/ou o homem claríssimo homônimo, filho do homem gloriosíssimo Hiério. Seja como for, sua primeira menção ocorreu em julho de 503, quando estava ativo, em plena Guerra Anastácia, na fronteira oriental próxima de Nísibis. Nesta ocasião, foi enviado por Areobindo para obter ajuda dos generais Patrício e Hipácio.
Em maio de 504, quando esteve em Edessa, tornou-se prefeito pretoriano vacante, sucedeu Apião como hiparco e ficou encarregado do comissariado do exército bizantino. Distribuiu 850 mil módios de trigo por toda a província para produção de pão às tropas. Em 505, segundo Josué, o Estilita, distribuiu mais 630 mil módios para serem cozidos em Edessa às tropas e no mesmo ano, com o fim das hostilidades, visitou Hierápolis Bambice. No outono de 506, Caliópio e Flávio Céler estavam próximos de Dara e foram instruídos por Anastácio I para remeterem quaisquer tributos que pensassem cabíveis. Em novembro, retornou para Edessa.